# Siegfried Scheffler
Siegfried Scheffler (* 5. November 1944 in Schillen, Landkreis Birnbaum/Wartheland) ist ein deutscher Politiker (SPD).
Er war von 1998 bis 2000 Parlamentarischer Staatssekretär beim Bundesminister für Verkehr, Bau- und Wohnungswesen.

## Leben und Beruf
Nach dem Besuch der Volksschule begann Scheffler 1958 eine Lehre im Straßenbau, die er 1961 als Straßenbaufacharbeiter beendete. Von 1965 bis 1966 leistete er den Wehrdienst ab und bestand 1968 die Meisterprüfung für das Straßenbauhandwerk. 1971 schloss er die Fachschule als Bauingenieur ab und wurde 1978 Diplom-Ingenieur für Bauwesen (FH). 
Siegfried Scheffler ist verheiratet und hat zwei Kinder. Seit Ende 2018 lebt er in Lindau am Bodensee.

## Partei
Seit 1989 ist er Mitglied der SPD und gehört seit 1990 dem Parteirat im SPD-Kreisverband Berlin-Köpenick an. 

## Abgeordneter
Von Mai bis Dezember 1990 gehörte Scheffler der Bezirksverordnetenversammlung von Berlin-Köpenick an.
Von 1990 bis 2005 war er Mitglied des Deutschen Bundestages. Hier gehörte er von 2002 bis 2005 dem Vorstand der SPD-Bundestagsfraktion an.
Siegfried Scheffler ist stets als direkt gewählter Abgeordneter des Wahlkreises Berlin-Köpenick – Lichtenberg II (1990) bzw. Berlin-Köpenick – Treptow (1994) bzw. Berlin-Treptow – Köpenick (1998 und 2002) in den Bundestag eingezogen. Bei der Bundestagswahl 2005 unterlag er hier mit 33,2 % der Erststimmen dem Linkspartei.PDS-Kandidaten Gregor Gysi, der 40,4 % der Stimmen erhielt.

## Öffentliche Ämter
Von Juni bis Dezember 1990 war er Bezirksstadtrat für Bau- und Wohnungswesen im Bezirk Köpenick.
Am 27. Oktober 1998 wurde Scheffler als Parlamentarischer Staatssekretär beim Bundesminister für Verkehr, Bau- und Wohnungswesen in die von Bundeskanzler Gerhard Schröder geführte Bundesregierung berufen. Nach dem Rücktritt von Bundesminister Reinhard Klimmt schied auch Scheffler am 27. November 2000 aus dem Amt.

## Kabinette
- Kabinett Schröder I